# Armstrong's Wife
Armstrong's Wife è un film muto del 1915 diretto da George Melford. Il titolo originale della sceneggiatura di Margaret Turnbull era The Bargain.
Il film fu il debutto cinematografico per Edna Goodrich, una nota attrice teatrale.

## Trama
Dopo essere stato scacciato da San Francisco, Harvey Arnold - giocatore professionista - si rifugia in una piccola cittadina dove conosce May Fielding, una giovane donna che si innamora di lui, tanto da sposarlo. May, nonostante le suppliche di David, innamorato di lei fin dall'infanzia, lascia il paese per seguire Arnold che la porta nel Nordovest canadese. Quando May scopre la professione del marito, gli chiede di non giocare più. Lui sembra acconsentire, ma quando il suo socio, Jack Estabrook, lo fa quasi arrestare dalla polizia per ottenere May, Arnold lo uccide. Poi fugge via. May viene a sapere che le sue nozze non sono valide perché Arnold era già sposato con un'altra.
La donna trova un lavoro come modella ma lo perde perché non vuole più avere a che fare con gli uomini dopo la sua brutta esperienza. David, che ha letto sul giornale di quello che è accaduto, la ritrova e la riporta con sé a casa, dove lei potrà vivere sposata con lui, ma solo come moglie di nome. Un giorno, ricompare Arnold che è inseguito dalla polizia a cavallo. May lo nasconde ma lui la rivuole indietro e, per riaverla, ferisce David. May sta quasi per suicidarsi, ma arriva la polizia a cavallo che uccide il fuggitivo. La donna, ormai ha capito che il suo vero amore non può essere che il fedele David.

## Produzione
Il film fu prodotto dalla Jesse L. Lasky Feature Play Company.

## Distribuzione
Distribuito dalla Paramount Pictures, il film - presentato da Jesse L. Lasky - uscì nelle sale cinematografiche statunitensi il 18 novembre 1915.
Non si conoscono copie ancora esistenti della pellicola che viene considerata presumibilmente perduta.